# 学士（政治学）
学士（政治学）（がくし せいじがく）は、学士の学位の一つ。英米ではBachelor of Political Science 或いは B.A.in Political Scienceという。上位の学位に修士（政治学）および博士（政治学）、同じく政治学に関連する学位として公共政策修士（専門職）及び公共経営修士（専門職）などがある。

## 学士（政治学）とは 〜日本の事例〜
日本における学士（政治学）は主に大学の政治経済学部政治学科や法学部政治学科を卒業した者に授与する学位である。但し、法学部政治学科で授与する学位が大学によって学士（法学）とされる事例もある。もともとは政治学士という称号であった。
日本における政治経済学部の萌芽は1882年（明治15年）の東京専門学校の政治経済学科創設であったが、当時は学士号は学位ではなく東京大学でのみ授与が可能であった。私立大学で学士号の授与が認められるのは1920年（大正9年）の大学令の公布以降であり、これにより東京専門学校が早稲田大学へと改組され、学内に政治経済学部が誕生。卒業生に政治学士の称号が授与されるようになった。政治経済学部の変遷としては、1904年（明治37年）に明治大学が政学部を設置。1949年（昭和24年）に拓殖大学が政治学科を、1961年（昭和36年）に国士舘大学が政経学部を創設するなどと国内の大学で政治経済学部あるいはその前身となる学部学科の創設が相次いだ。
一方、法学部政治学科の変遷としては、慶應義塾大学では1898年（明治31年）が政治学部を創設していたが、1920年（大正9年）にこれを法学部政治学科へと再編したのをはじめとして、学習院大学でも1949年（昭和24年）に文政学部政治学科を創設。1952年（昭和27年）に政経学部政治学科として独立させるものの、1964年（昭和39年）に法学部政治学科へと再編するなど、政治経済学部から法学部政治学科へと移行する歴史を辿った。
なお、学士号をめぐっては、1991年（平成3年）の学校教育法改正によって、称号から学位へと移行した関係で、政治学士の称号も学士（政治学）へと移行。この制度改正に伴い、従前の制度で授与されていた政治学士の称号については学校教育法附則にて学位と看做されることとなった。
大学に加え、91年に設置された学位授与機構、後の独立行政法人大学改革支援・学位授与機構でも主に短期大学卒業生や大学中退者を対象とした学位取得の道が開かれ、学士（政治学）の学位取得も可能となった。
学士号は従来、29種と限定されていたが、この法改正により、大学ごとに独自に定めることが可能となった。それに伴って、2014年現在、大学の政治学関連の学部学科はより多様化の傾向にあり、学部では総合政策学部が誕生したのをはじめ、政治学系統の学科としては、管理行政学科や国際政治学科などさまざまな学科が誕生しており、学士号の種類も学士（政治学）をはじめとして、学士（国際政治経済学）や学士（政治行政学）、学士（総合政策学）など多様化している。